# Vincenz Eugen Tobisch
Vincenz Eugen Tobisch (* 18. Juli 1800 in Meseritz bei Kaaden in Böhmen; † 28. Oktober 1852 in Breslau) war Professor für Mathematik, Geschichte, Deutsch und Latein am Friedrichsgymnasium in Breslau.

## Leben
Tobisch wurde in Meseritz bei Kaaden als fünfter Sohn des Bauern Franz Anton Tobisch (* 1756 in Meseritz) und der Maria Anna Tschochner (* 1760 in Klein Schönhof) geboren. Zu seinen Geschwistern zählten der Erzdechant, Konsistorialrat, Canonicus ad hoc und bischöfliche Notar Franz Wenzel Tobisch (1788–1873) in Teplitz und der kgl. Professor Johann Karl Tobisch (1793–1855) in Breslau. Die Familie Tobisch lässt sich auf den Bauern Martin Tobisch († 1651 in Meseritz) zurückführen und brachte einige Gelehrte und Persönlichkeiten hervor.
Vincenz Eugen Tobisch besuchte zunächst das Gymnasium in Kaaden, dann das Gymnasium in Kremsier in Mähren. Zuletzt war er Schüler am Neustädter Gymnasium in Prag, wo sein Bruder Johann Karl Tobisch Mathematik, Physik und Latein unterrichtete. Als dieser 1816 die Heimat verließ und nach Schlesien ging, kehrte Tobisch an das Gymnasium in Kaaden zurück. Von 1817 bis 1820 studierte er Mathematik und Geschichte an der Karls-Universität in Prag. Anschließend folgte er seinem Bruder Johann Karl Tobisch nach Schlesien, wo dieser inzwischen als Lehrer für Mathematik, Physik, Geschichte und Latein am Friedrichsgymnasium in Breslau wirkte. Unter dessen Aufsicht bereitete er sich auf das Lehrerexamen vor und unterrichtete, auf Vermittlung seines Bruders, die Söhne des Grafen von Pfeil aus Wildschütz. 1822 trat er vom katholischen zum evangelisch-reformierten Glauben über und erhielt eine Anstellung als Hilfslehrer am Friedrichsgymnasium in Breslau. Am 20. Juli 1826 erfolgte die Ernennung zum ordentlichen Lehrer für Mathematik, Geschichte als Haupt- und Deutsch und Latein als Nebenfach. 1842 wurde Tobisch mit dem Prädikat Oberlehrer bedacht. 1850 erhielt er die Professur. Er starb am 28. Oktober 1852.
Tobisch war seit 1830 mit Elisabeth Antonia Henrica Augusta Emilia Sophia Mücke (1806–1881), Tochter des Stiftskanzlers Johann Mücke (1774–1810) und dessen Ehefrau Marie Antonie geb. Schüller aus Heinrichau verheiratet. Aus der Ehe entstammen:
- Eugen Theodor Emil Tobisch (* 4. Februar 1831 in Breslau) stud. iur.
- Hermann Gustav Adolph Tobisch (* 28. November 1832 in Breslau; † 24. März 1900 in Patschkau) kgl. preuß. Intendantur-Rat
- Karl Victor Hugo Tobisch (* 16. Juni 1835 in Breslau; † 20. Juni 1909 in Darmstadt) Dr. phil., Landwirtschaftslehrer und Professor an der landwirtschaftlichen Schule in Großau bei Raabs, ab 1876 Direktor der Ackerbauschule in Friedberg (Hessen)